# Metadiaptomus transvaalensis
Metadiaptomus transvaalensis is een eenoogkreeftjessoort uit de familie van de Diaptomidae. De wetenschappelijke naam van de soort is voor het eerst geldig gepubliceerd in 1910 door Methuen.